# Bergen Beach (Brooklyn)
Bergen Beach es un barrio en el distrito de Brooklyn en Nueva York. La zona es parte de la Brooklyn Community Board 18.
Lo que en la actualidad es Bergen Beach fue una isla en la costa de Canarsie que fue conectada a tierra firme a principios del siglo XX usando vertederos, pero apenas fue desarrollado durante décadas.
El barrio fue nombrado en honor a Hans Hansen Bergen, un colono noruego de los Nuevos Países Bajos.